# Bučina (Lužické hory)
Bučina je 538 metrů vysoký kopec v Lužických horách, v centrální části stejnojmenné chráněné krajinné oblasti. Vrchol se nachází na katastrálním území obce Svor v severní části okresu Česká Lípa, který v těchto místech sousedí s okresem Děčín. Hranice mezi Libereckým a Ústeckým krajem, která je zde prakticky totožná s historickou hranicí mezi někdejším kamenickým a zákupským panstvím, prochází podél západního úpatí kopce.

## Geografie
Z geomorfologického hlediska se kopec nachází v Kytlické hornatině, která je geomorfologickým podcelkem Lužických hor. Území náleží do povodí Kamenice, jejíž hlavní prameny se nacházejí necelý kilometr vzdušnou čarou severně od Bučiny v prostoru mezi nádražím Jedlová, železniční tratí z České Lípy do Rumburka a vrcholem Jelení skály. Kamenice v podobě malého potoka protéká kolem Bučiny a na jejím západním úpatí napájí Hraniční rybník, odkud pak dále pokračuje na západ přes Kytlice a Mlýny k České Kamenici. Kopec je zalesněný převážně smrkovým porostem, vrchol tvoří menší čedičová skalka. Na úbočích se vyskytují pískovcové skalní útvary.

## Historie
V minulosti se na kopci zřejmě těžila železná ruda, která byla drcena v hamru u Hraničního rybníka. Pozůstatky této těžby lze nalézt na vrcholu v podobě malého lomu a asi dva metry hluboké jámy. Na jihozápadním úbočí Bučiny se nachází pozoruhodná skála, nazývaná v dřívějších dobách Waldstein, tj. Lesní kámen. V důsledku chybného překladu je tato skála obvykle označovaná jako Valdštejnská skála. Skála, sestávající ze čtyř bloků železitého pískovce, byla místem, kde se setkávaly hranice kamenického, zákupského a sloupského panství. Na skále je vyryto množství různých záznamů, několik set let starých letopočtů, symbolů a záhadných znaků. V lese na západním svahu Bučiny lze nalézt několik historických hraničních kamenů s letopočtem 1803, označujících hranice mezi kamenickým a zákupským panstvím.

## Galerie

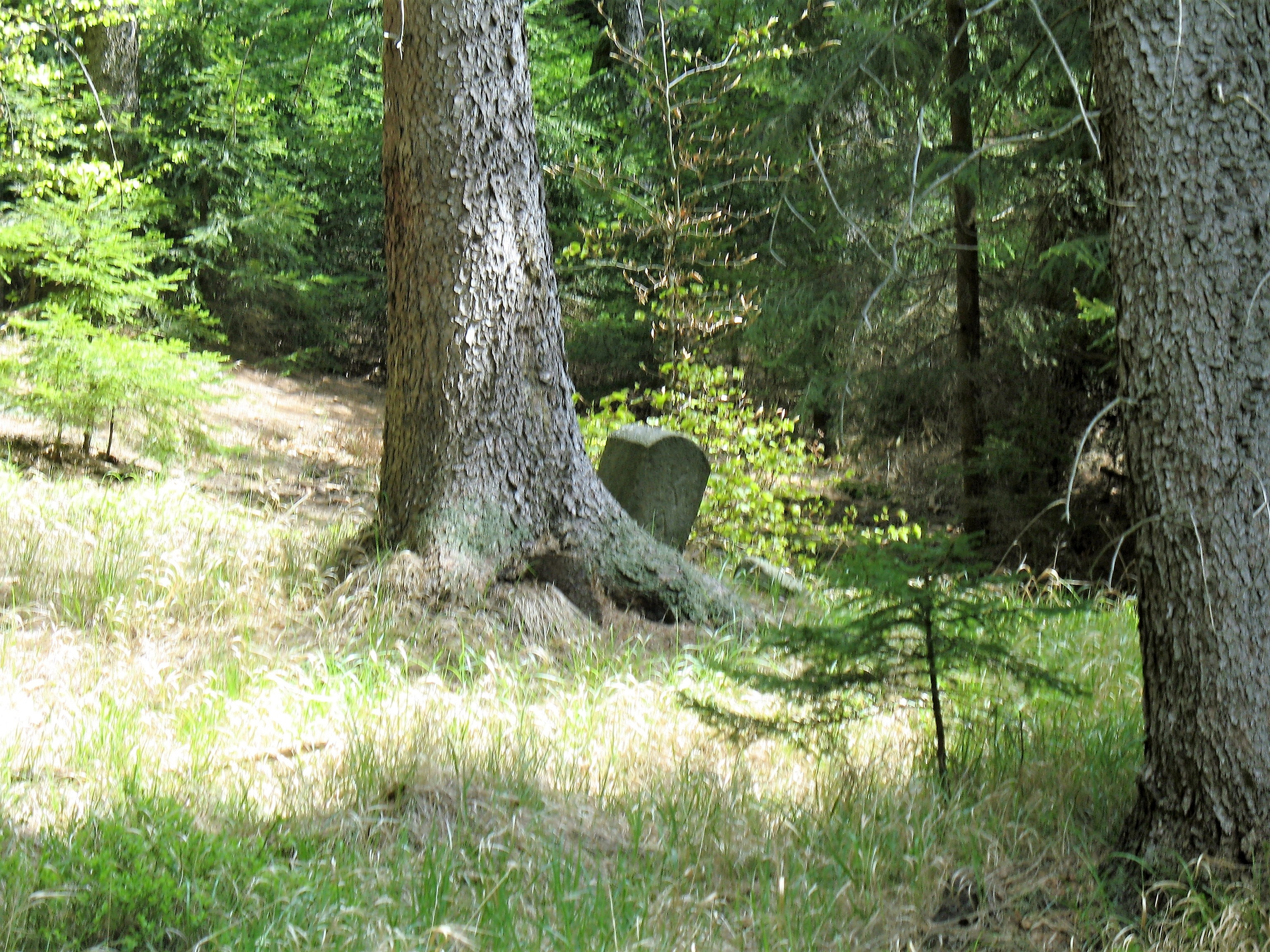
Jeden z historických hraničních kamenů
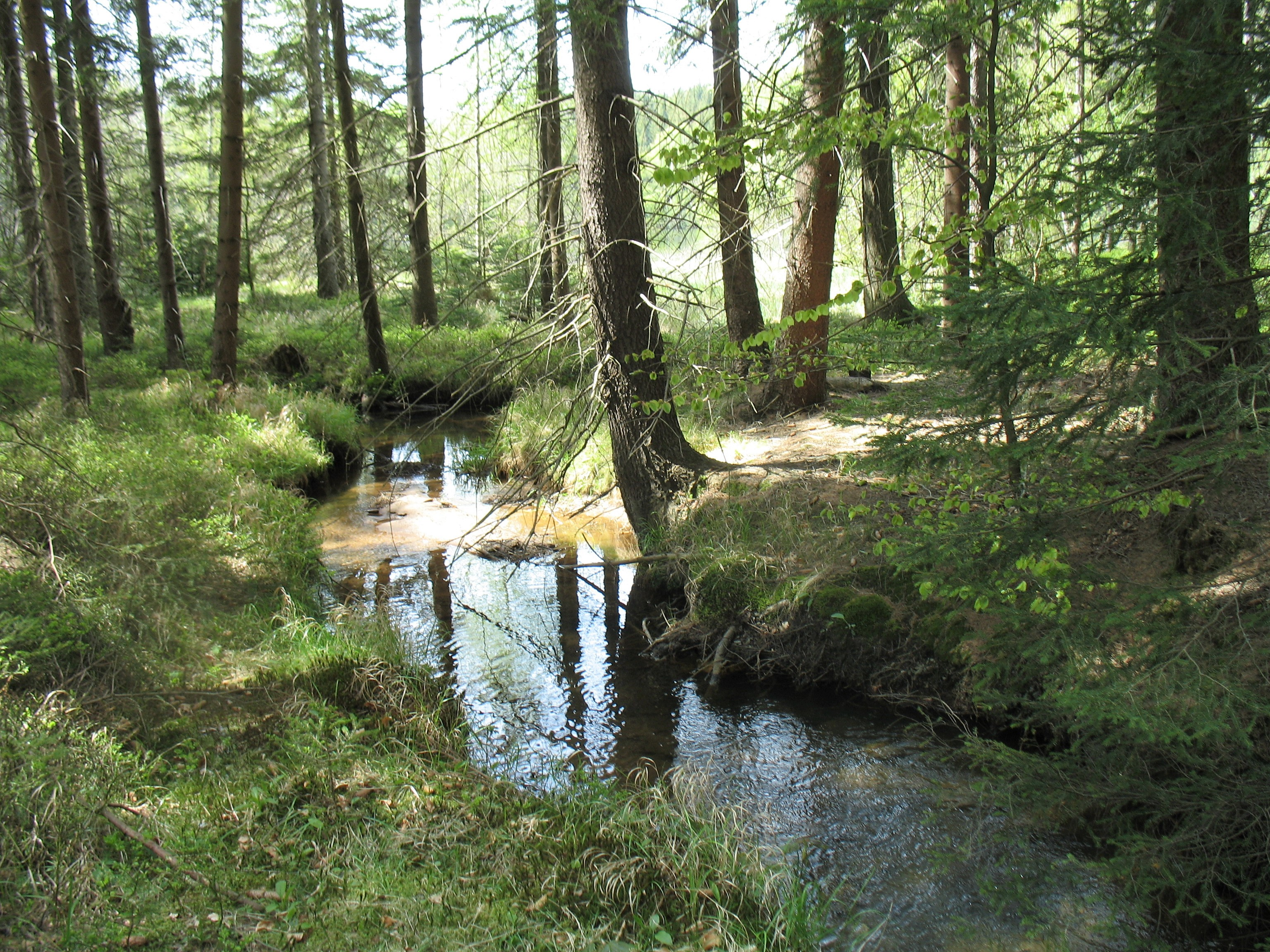
Les na západním úpatí u Hraničního rybníka
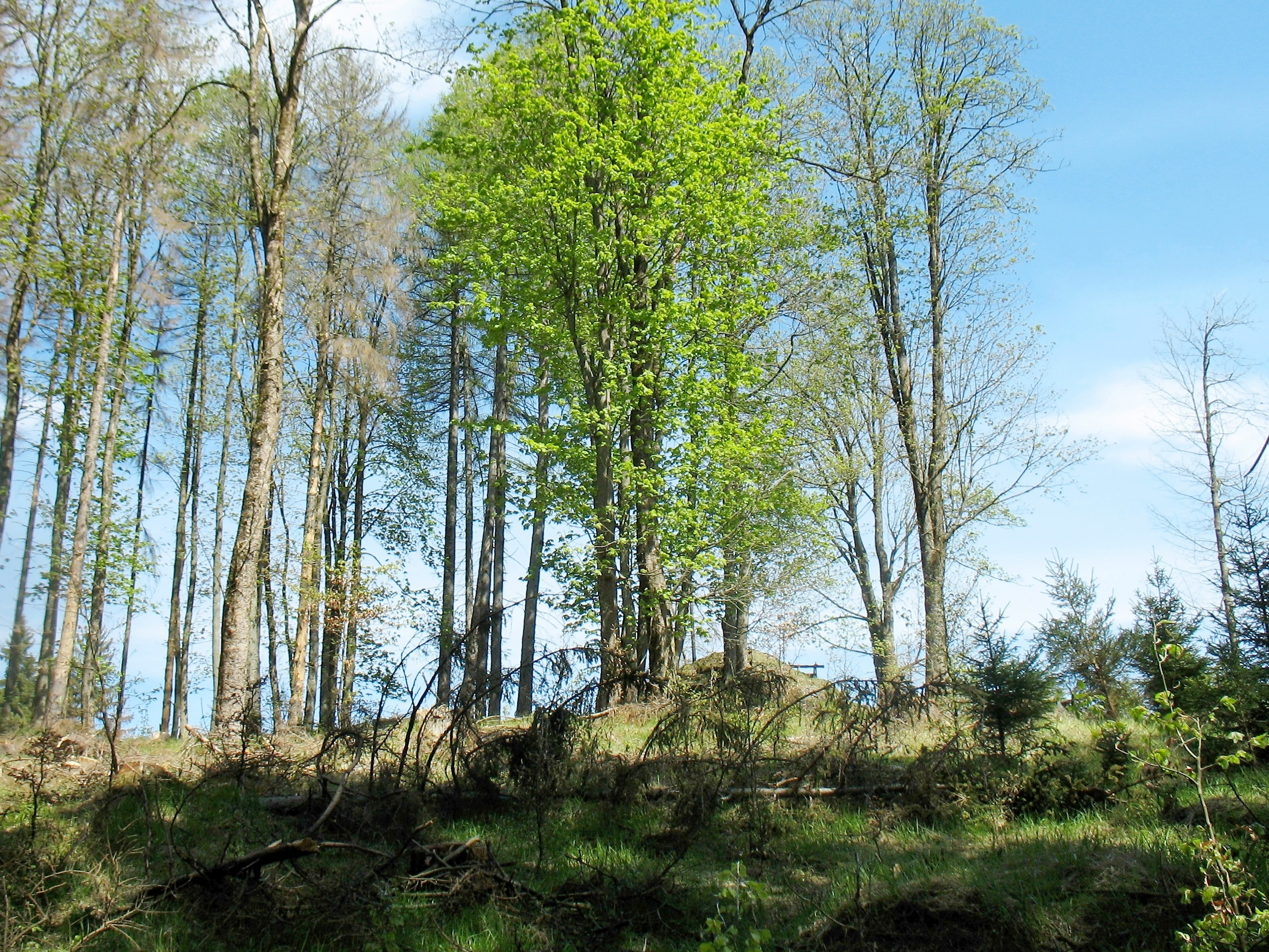
Na vrcholu Bučiny
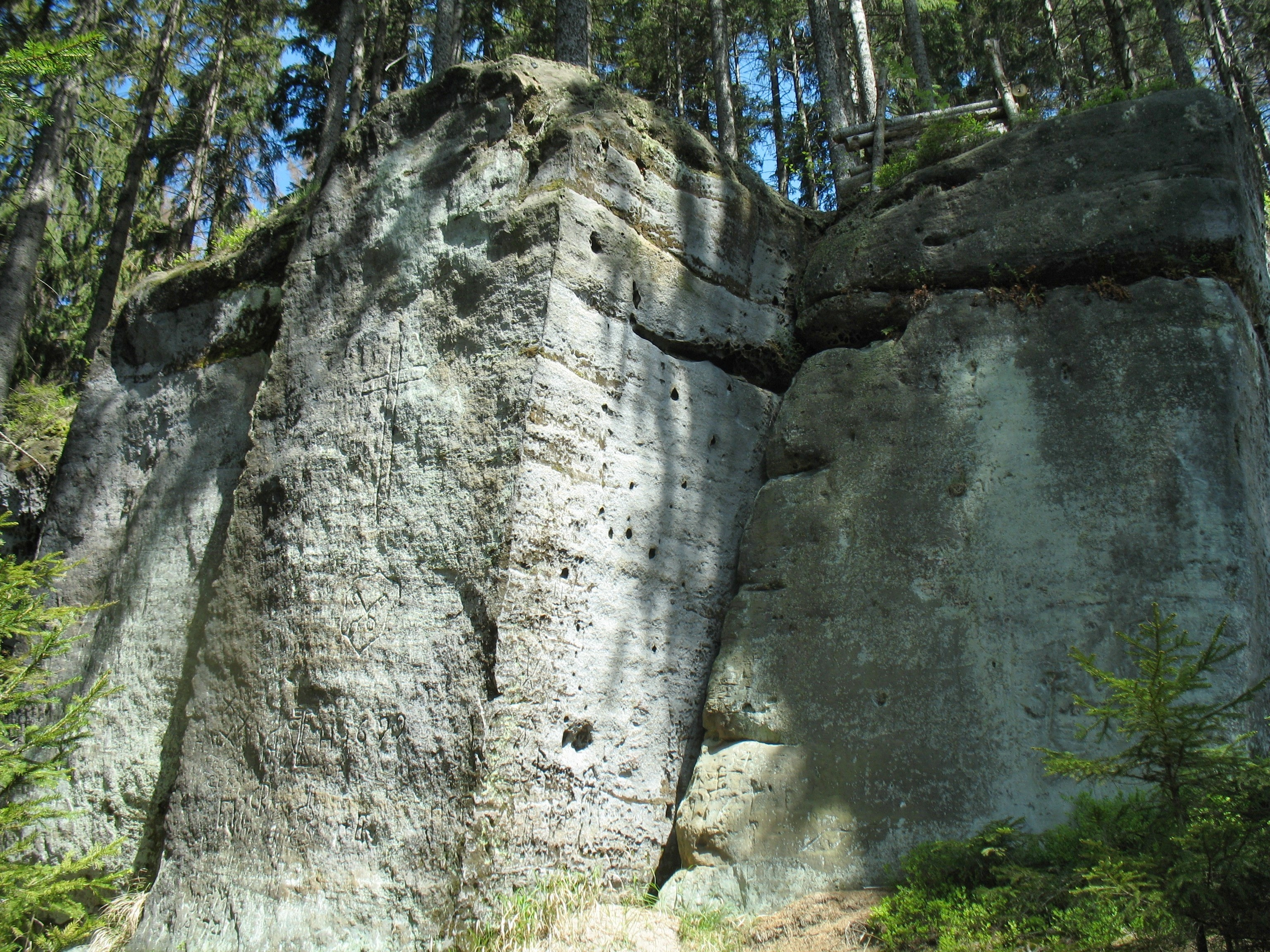
Lesní kámen neboli Valdštejnská skála
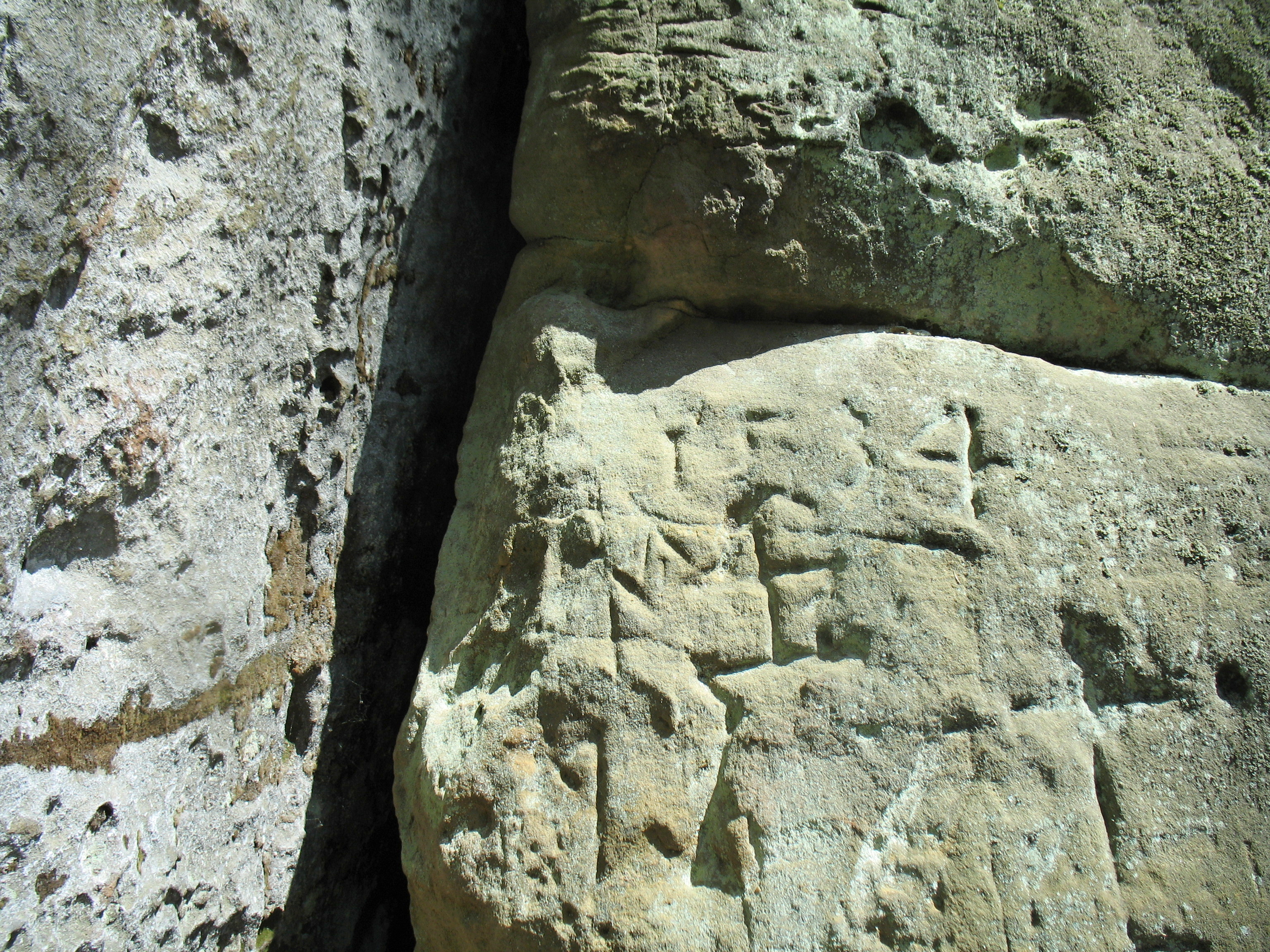
Letopočet 1534 na Valdštejnské skále